# 穆斯里弗 (緬因州)
穆斯里弗（英語：Moose River）是一個位於美國緬因州薩默塞特縣的鎮。

## 人口
根據2020年美國人口普查的數據，穆斯里弗的面積為105.02平方千米，當中陸地面積為103.78平方千米，而水域面積為1.24平方千米。當地共有人口188人，而人口密度為每平方千米2人。